# Jaume III Crispo
Jaume III Crispo, nascut el 1446, fou el dissetè duc de Naxos i de l'Arxipèlag, baró d'Astrogidis, senyor de Milos, de Santorí, Delos, Siros, Astipàlea, i consenyor de Amorgos. Era fill de Francesc II Crispo i el va succeir el 1463.
Es va casar un any abans de ser duc amb Caterina, filla d'Àngel II Gozzadini senyor de Sifnos i Kitnos amb la que va tenir dues filles: el 1463 a Fiorenza que fou senyora de Namfios, de Santorí el 1479, i de Paros el 1520 (va morir el 1528); i el 1466 a Petronela.
Va morir el 1480 i la successió va recaure en son germà Joan III Crispo.
La senyoria d'Astipàlea i la consenyoria d'Amorgos van passar a la seva germana Margarita i al seu marit Marc Quirini que la van exercir fins al 1490.